# Luigi Scotti Douglas
Luigi Scotti Douglas Conte di Vigoleno (Napoli, 23 giugno 1796 – Napoli, 14 dicembre 1880) è stato un generale italiano dell'Esercito delle Due Sicilie.

## Biografia
Abbracciò la carriera delle armi nel 1816, entrando nella Reale Guardia del Corpo. Sposò Maria Giuseppina Carlier, dalla quale ebbe diversi figli, dei quali Ferdinando, Federico e Alfonso  scelsero anch'essi la carriera militare. Il 14 novembre 1852, Luigi Scotti Douglas ricevette un’importante onorificenza quando fu nominato Commendatore dell’Ordine del merito sotto il titolo di San Lodovico dal duca Carlo III di Borbone-Parma, sovrano del Ducato di Parma, Piacenza e Guastalla. Questa distinzione gli fu conferita in riconoscimento dei suoi meriti militari e della sua leale dedizione al servizio, qualità che lo avevano distinto durante la sua carriera nell’Esercito delle Due Sicilie. L’Ordine di San Lodovico, istituito nel 1836 dal padre di Carlo III, Duca di Parma e Piacenza , il Duca Carlo Lodovico II di Parma, era un ordine cavalleresco dinastico che premiava sia meriti civili che militari, e la nomina a Commendatore includeva il prestigioso privilegio della nobiltà ereditaria, trasmissibile ai suoi discendenti Ordine del merito sotto il titolo di San Lodovico#Le origini
Questo riconoscimento rafforzò ulteriormente il suo status nobiliare, culminato nel 13 ottobre 1856 con il conferimento del titolo di Conte di Vigoleno tramite regio rescritto. Nel 1859 raggiunse il grado massimo per l'esercito borbonico di maresciallo di campo.
Incaricato di fronteggiare l'invasione dell'Armata Sarda proveniente da nord, il 20 ottobre 1860 fu impegnato con le proprie truppe nella battaglia del Macerone. Sconfitto sul campo, fu preso prigioniero insieme al suo intero Stato Maggiore e fu messo agli arresti da Enrico Cialdini. Successivamente, pubblicò un opuscolo nel quale si scusava di aver prestato servizio nell'Esercito delle Due Sicilie.
Il 25 aprile 1861 ottenne la pensione dal governo del neonato Regno d'Italia.

## Altri progetti

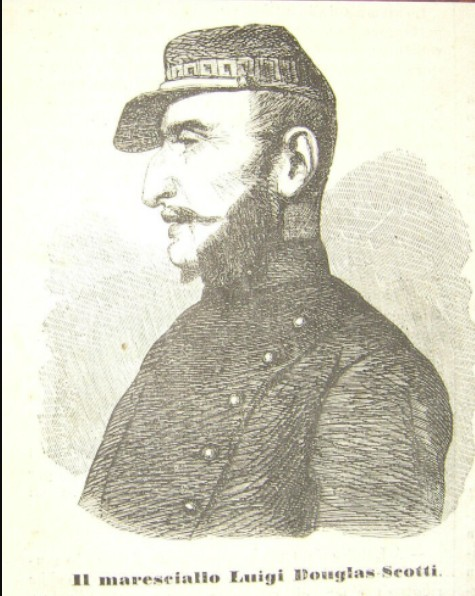
Ritratto del giovane maresciallo Luigi Scotti Douglas, poi generale dell'esercito Borbonico

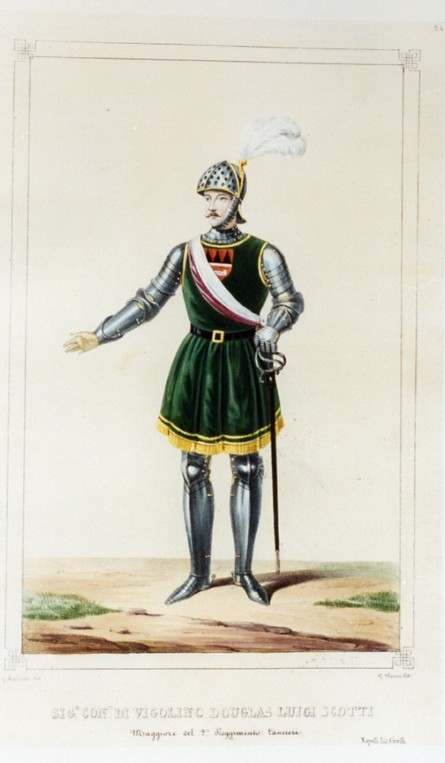
Luigi Scotti Douglas Di Vigoleno per il carnevale di Caserta 1846 di Gregorio Mariani